# Ian Alexander
Ian Alexander (Salt Lake City, 20 de abril de 2001) é um especialista em atuação estadunidense, relevante por seus papéis como Buck Vu em The OA, Lev em The Last of Us Part II e Gray Tal em Star Trek: Discovery.

## Primeiros anos
Alexander nasceu em Salt Lake City, Utah. Seu pai é norte-americano e sua mãe é vietnamita. Devido ao trabalho de seu pai no Departamento de Defesa, sua família frequentemente se mudou e morou em lugares como Havaí, Japão e Washington, D.C. Durante o ensino primário, participou de teatro comunitário e coral.

## Carreira na atuação
O papel de estreia de Alexander na atuação foi em The OA, da Netflix, onde interpretou Buck Vu. Buck, como Alexander, também é um jovem transgênero vietnamita-americano e foi parcialmente baseado nas experiências reais de Alexander. Posteriormente, esteve numa chamada de elenco aberta online que se espalhou pelo Tumblr. Mais tarde, veio sua escalação para o longa-metragem de 2018 Every Day, baseado no livro de David Levithan, interpretando Vic, um adolescente trans que o espírito "A" habita por um dia. Em outubro de 2017, a desenvolvedora de jogos Naughty Dog anunciou que Alexander havia se juntado ao elenco de The Last of Us Part II, a sequência de seu franquia popular. Interpretou Lev, um personagem transgênero no jogo.
Em junho de 2019, para marcar o 50.º aniversário da rebelião de Stonewall, que deram início ao movimento moderno pelos direitos LGBTQ, a revista Queerty, por meio do Orgulho50 (Pride50), indicou os cinquentas nomes de seus: "indivíduos pioneiros que garantiram ativamente que a sociedade continue caminhando em direção à igualdade, aceitação e dignidade para todas as pessoas queer". Da mesma forma, Alexander tornou-se uma das referências na capa da edição do Orgulho LGBT de 2019  "destacando três artistas queer em ascensão cujo trabalho e vida estão abrindo novos caminhos para a visibilidade LGBTQ+". Em março de 2020, foi confirmado a participação de Alexander como um dos destaques do filme independente Daughter.
Em setembro de 2020, foi anunciado que Alexander juntou-se ao elenco de Star Trek: Discovery; interpretou o primeiro personagem transgênero interpretado por um ator transgênero na franquia científica de Star Trek. Alexander dá voz a Tai, uma das colegas de classe de Lunella, em Moon Girl e Devil Dinosaur. Tai é revelado como pessoa não binária no episódio "Check Yourself", já que Lunella se refere a Tai usando pronomes they/them, assim como Tai se denominou como uma pessoa não binária no episódio não exibido "The Gatekeeper".

## Vida pessoal
A criação de Alexander veio uma família religiosa mórmon, embora não seja adepto a religiosidade e se considera uma pessoa agnóstica. Revelou ser uma pessoa transgênero em 2014 e, durante o curso de sua transição de gênero, identificou-se como homem trans enquanto usava exclusivamente os pronomes ele/dele (he/him). Desde setembro de  2020, Alexander adotou o uso do pronome neutro they/them, logo depois se identificando como pessoa não binária e preferindo o uso de they/them embora também aceite o uso alternativo de he/him.
Também recebeu atenção num viral online por meio de sua resposta fotográfica a um incidente transfóbico perpetrado por quatro estudantes universitários da Universidade da Califórnia em Los Angeles (UCLA).

## Filmografia
| Símbolo | Descrição                       |
| ------- | ------------------------------- |
| †       | Indica obras ainda não lançadas |

| Ano       | Título                       | Papel                 | Notas                                                      | Ref.   |
| --------- | ---------------------------- | --------------------- | ---------------------------------------------------------- | ------ |
| 2016–2019 | The OA                       | Buck Vu e Michelle Vu | série de TV; elenco principal                              | [ 9 ]  |
| 2017      | Déjà Vu                      | Lance                 | curta-metragem; co-roteirista                              | [ 31 ] |
| 2018      | Every Day                    | Vic                   | filme                                                      |        |
| 2020      | The Last of Us Parte II      | Lev                   | videogame; papel de destaque em captura de voz e movimento |        |
| 2020–2024 | Star Trek: Discovery         | Gray Tal              | série de TV; papel recorrente                              | [ 32 ] |
| 2022      | Daughter                     | Irmão                 | filme                                                      | [ 20 ] |
| 2023      | Moon Girl and Devil Dinosaur | Tai                   | voz; série de TV animada                                   |        |